# Mien Duymaer van Twist
Wilhelmina Harmance Martine (Mien) Duymaer van Twist (Gainesville, Florida, 26 februari 1891 - Amsterdam, 14 mei 1967) was een Nederlandse toneel- en filmactrice.
Duymaer van Twist werd geboren in de Verenigde Staten en verhuisde op jonge leeftijd naar Nederland. Op 27-jarige leeftijd maakte ze haar filmdebuut in de Nederlandse stomme film De kroon der schande. In 1920 kreeg ze de hoofdrol in de film Helleveeg, waarin ze de rol van Jane speelde. De rol was haar op het lijf geschreven, omdat de hoofdpersoon ook uit de Verenigde Staten naar Nederland kwam, de critici waren lovend over haar vertolking, zie ook Nederlandse cinema. Tussen 1940 en 1960 concentreerde Duymaer van Twist zich grotendeels op haar toneelrollen. In 1961 speelde ze in de televisiefilm Rozegeur en maneschijn.
Van april 1925 tot november 1928 was ze getrouwd met de Indische persmagnaat Dominique Berretty. Hieruit werden een zoon en een dochter geboren. Dominique jr. was een korte tijd getrouwd met de actrice Yoka Berretty. Duymaer van Twist overleed in 1967 op 76-jarige leeftijd in Amsterdam en werd begraven op begraafplaats Zorgvlied.

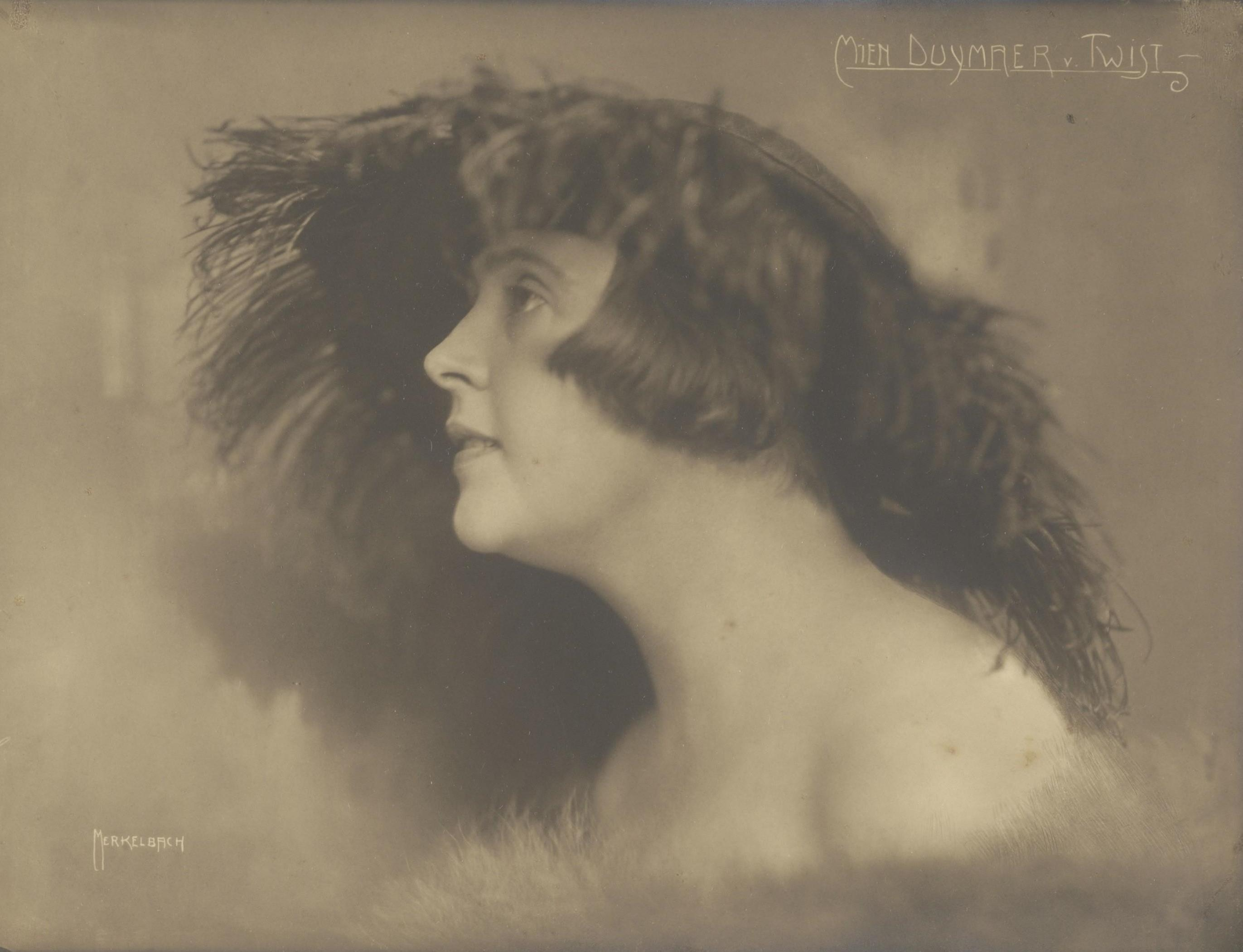
Duymaer van Twist (1918)
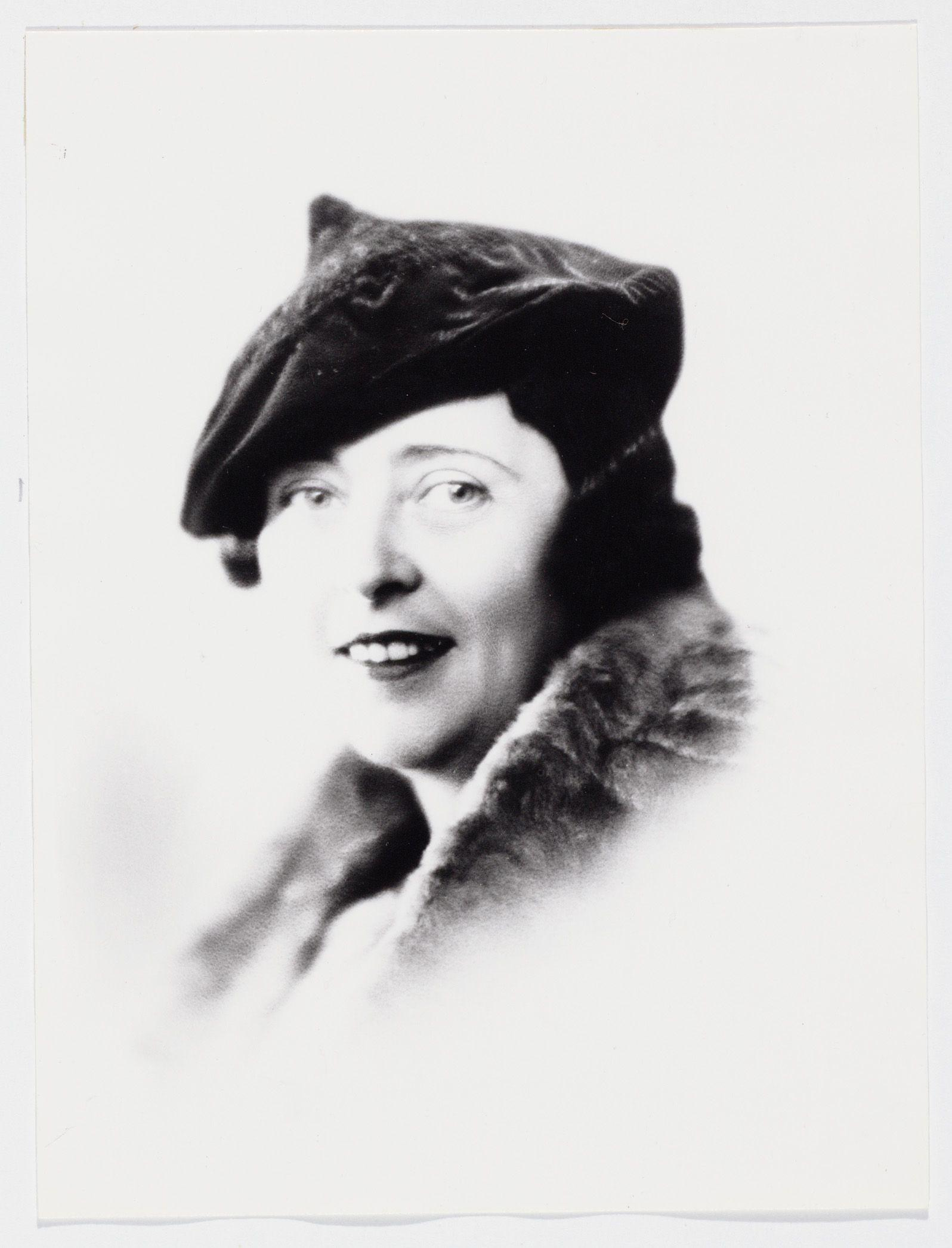
Jaren 20?
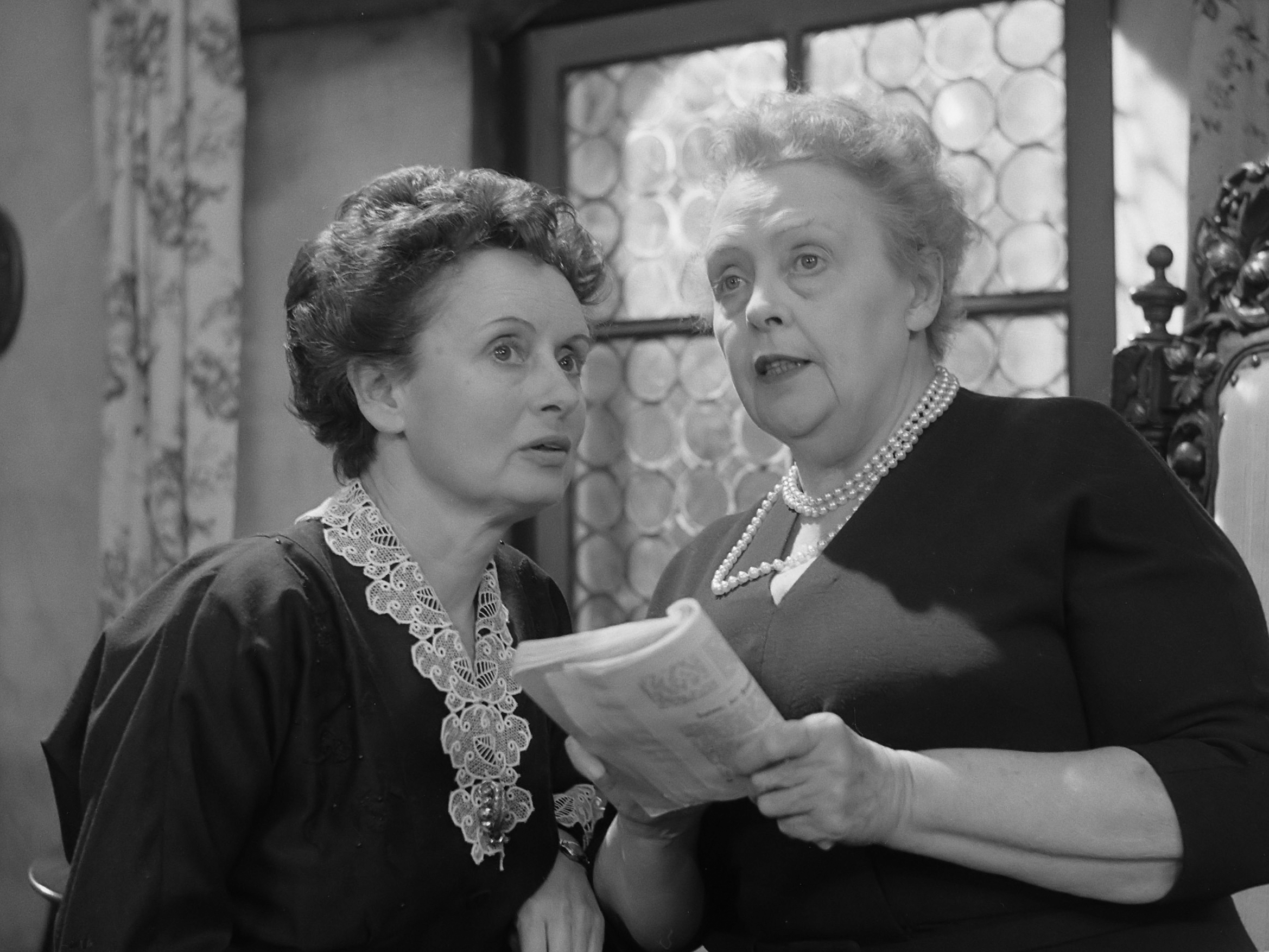
Carla de Raet en Mien Duymaer van Twist (r.) (1961)
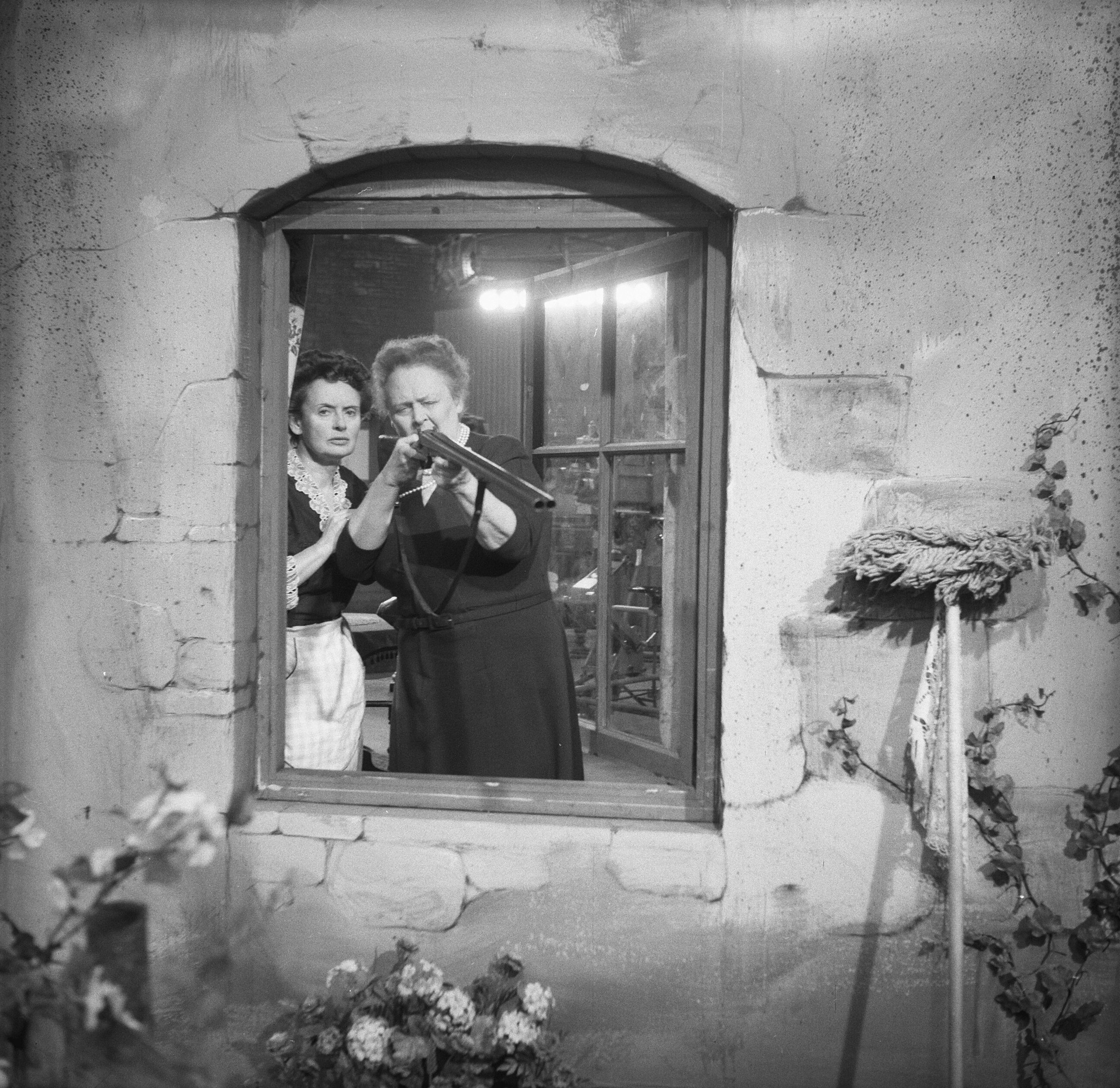
Twee oude dames openen het vuur (1961)

## Filmografie
- De man, de vrouw en de moord (1966) tv - mevrouw Despieds
- De dans van de reiger (1966) - moeder van Edouard
- Romeo & Julia (1964) (tv) - voedster
- Vadertje langbeen (1964) (tv) - mevrouw. Pendleton
- De vier dochters Bennet (1961) (tv) - Mrs Bennet
- Rozegeur en maneschijn (1961) (tv) - tante Milicent
- Pension Hommeles (1957) (tv) - mevrouw Haafkens, pianolerares
- Boefje (1939) als Mien Duymaer van Twist - madam
- Morgen gaat 't beter (1939) - tante Paula
- De man zonder hart (1937)
- Klokslag twaalf (1936)
- Rubber (1936)
- Het leven is niet zo kwaad (1935)
- Suikerfreule (1935)
- Die Schuld der Lavinia Morland (1920)
- Helleveeg (1920) - Jane, de Helleveeg
- De kroon der schande (1918)